# Tatsiana Jaladovich
Tatsiana Jaladovich (Bielorrusia, 21 de junio de 1991) es una atleta bielorrusa, especialista en la prueba de lanzamiento de jabalina en la que llegó a ser campeona europea en 2016.

## Carrera deportiva
En el Campeonato Europeo de Atletismo de 2016 ganó la medalla de oro en el lanzamiento de jabalina, llegando hasta los 66.34 metros que fue récord nacional de Bielorrusia, superando a la alemana Linda Stahl y a la croata Sara Kolak (bronce con 63.50 m que fue asimismo récord nacional de Croacia).